# Проба-2
Проба-2 (на английски: PROBA-2, съкратено от Проект за бордова автономия на английски: Project for On-Board Autonomy) е вторият изкуствен спътник от серията евтини спътници на Европейската космическа агенция, които се използват за проверка на нови космически технологии и научни инструменти. Проба-2 е изстрелян на 2 ноември 2009 г. с ракета-носител Рокот заедно с метеорологичния спътник СМОС от космодрума в Плесецк. Орбита му се намира на 700 километра височина.
Проба-2 включва два основни инструмента за изследване на Слънцето. Спътникът също така тества нови литий-йонни батерии и елементи по конструкцията изработени от алуминий и въглеродни влакна.